# Danilo Reis & Rafael
Danilo Reis & Rafael ist ein brasilianisches Popduo.

## Geschichte
Die Musiker kennen sich bereits seit Kindertagen aus dem Fußballverein in Betim, Bundesstaat Minas Gerais. 2011 schlossen sie sich als Musikduo zusammen und bespielten kleine Feste und Partys mit Coversongs und eigenen Titeln.
Die beiden Sänger gewannen im Dezember 2014 die dritte Staffel der Castingshow The Voice Brasil.
In der Finalsendung am 25. Dezember 2014 setzten sie sich mit 43 % der Stimmen durch.
2015 erschien das selbstbetitelte Debütalbum bei der Universal Music Group, es folgte eine Reihe von Live-Auftritten.

## Diskografie
- 2015: Danilo Reis & Rafael